# 左武卫
左武卫，中国古代禁卫军指挥机构。唐朝十六卫之一。

## 历史
隋文帝时设置左武卫。设左武卫大将军一人、正三品，左武卫将军二人、从三品。掌管宫掖禁御，督摄兵仗。属官有长史、司马、录事，功曹参军事、仓曹参军事、兵曹参军事、骑曹参军事，法曹行参军、铠曹行参军，统开府府、仪同府，领外军宿卫。
隋炀帝大业三年（607年），以左武卫大将军、左武卫将军总府事，并统诸鹰扬府。所领军士名熊渠，又设护军四人，作为将军副手，将军缺则以其一人摄行。不久改为虎贲郎将，以虎牙郎将六人作为副手。唐朝改虎贲郎将、虎牙郎将为武贲郎将、武牙郎将。又置长史、录事参军、司仓、司兵、司骑、司铠等员。
唐代左武卫为十六卫之一，依然是左武卫大将军一员、左武卫将军二员，統翊府及外府府兵，掌管宫禁宿卫，大朝会在正殿前，以其队次立在左骁卫之下，属官有长史,录事及仓曹参军、兵曹参军、骑曹参军、胄曹参军。翊府之翊卫、外府熊番上者，分配之。其翊府有中郎将、郎将、兵曹参军事、校尉、旅帅、队正、副队正等。
唐睿宗光宅元年（684年）改为左鹰扬卫。武周天授二年（691年）加置司阶、中候、司戈、执戟四色官及长上。唐中宗神龙元年（705年）改左鹰扬卫为左武卫。唐德宗贞元二年（788年）设上将军一人，在大将军之上。
辽朝也设置左武卫，设大将军、上将军、将军，为加官，领折冲都尉、果毅都尉。
北宋左武卫上将军、大将军、将军、中郎将置为环卫官，无定员、无职掌，多让宗室担任，也作为武臣赠典或武官责降散官。元丰改制前左武卫上将军为三品，后为从三品。左武卫大将军降为正四品，左武卫将军降为从四品。南宋多不除授，宋孝宗隆兴年间复置左武卫上将军、大将军、将军。

## 人物
- 582年，左武卫将军李彻
- 597年，左武卫将军刘升
- 606年，左武卫将军周法尚
- 612年，左武卫将军崔弘升
- 618年，左武卫将军陈棱
- 618年，左武卫大将军王伯当
- 619年，左武卫大将军姜宝谊
- 622年，左武卫将军段德操
- 624年，左武卫将军钱九陇
- 638年，左武卫将军牛进达
- 639年，左武卫将军阿史那泥孰
- 640年，左武卫将军麹智盛
- 643年，左武卫将军韦文振
- 647年，左武卫大将军牛进达
- 648年，左武卫将军武连县公武安李君羡
- 648年，左武卫将军金文王
- 649年，左武卫中郎将龟兹国王白诃黎布失毕
- 650年，左武卫将军车鼻可汗
- 660年，左武卫大将军苏定方
- 660年，左武卫大将军郑仁泰
- 661年，左武卫将军薛仁贵
- 665年，左武卫将军曹继叔
- 678年，左武卫将军黑齿常之
- 684年，左武卫大将军程务挺
- 684年，左鹰扬大将军黑齿常之
- 684年，左鹰扬将军裴绍业
- 687年，左鹰扬大将军李多祚
- 696年，左鹰扬卫将军曹仁师
- 699年，左武卫铠曹参军郭元振
- 702年，左武卫将军骆务整
- 703年，左武卫大将军武攸宜
- 710年，左武卫大将军薛讷
- 719年，左武卫大将军王毛仲
- 730年，左武卫将军李守德
- 761年，左武卫将军窦如玢
- 877年，左武卫将军刘秉仁[需要消歧义]
- 877年，左武卫大将军李昌言
- 944年，左武卫将军蔡行遇